# Távrírt
Távrírt ( berber : Tawrirt, ⵜⴰⵡⵔⵉⵔⵜ; arabul: تاوريرت angol, francia: Taourirt) város Marokkó északi részén, az azonos nevű tartományban. Vuzsda városától körülbelül 100 km-re nyugatra fekszik.
Közlekedési csomópont. Az ősi kaszba miatt is ismert. A település feletti dombon az erődöt (kaszba) az alaviták építették, de a 19. században az itt élő Kerarma és Ahlaf berber törzsek raktárépületté alakították át.

## Népesség
| Lakosok száma | 57 956 | 80 024 | 321 876 | 100 402 |
|               | 1994   | 2004   | 2021    | 2024    |

A lakosság több mint 90%-a berber származású, akik az 1970-es évek óta éghajlati vagy társadalmi okok (munkalehetőségek hiánya)  miatt a városokba vándoroltak, hogy munkát találjanak és megélhetést biztosítsanak a családjuknak. 
Az 1950-es évekig a kis mezővárosnak csak mintegy 3000 lakosa volt. Az arab származású lakosság a teljes lakosságnak csak néhány százalékát teszi ki, de vezető pozíciókat töltenek be az üzleti életben és a közigazgatásban, az egészségügyben és az oktatásban. 
Az emberek berber dialektusokat vagy marokkói arabot beszélnek.

## Galéria

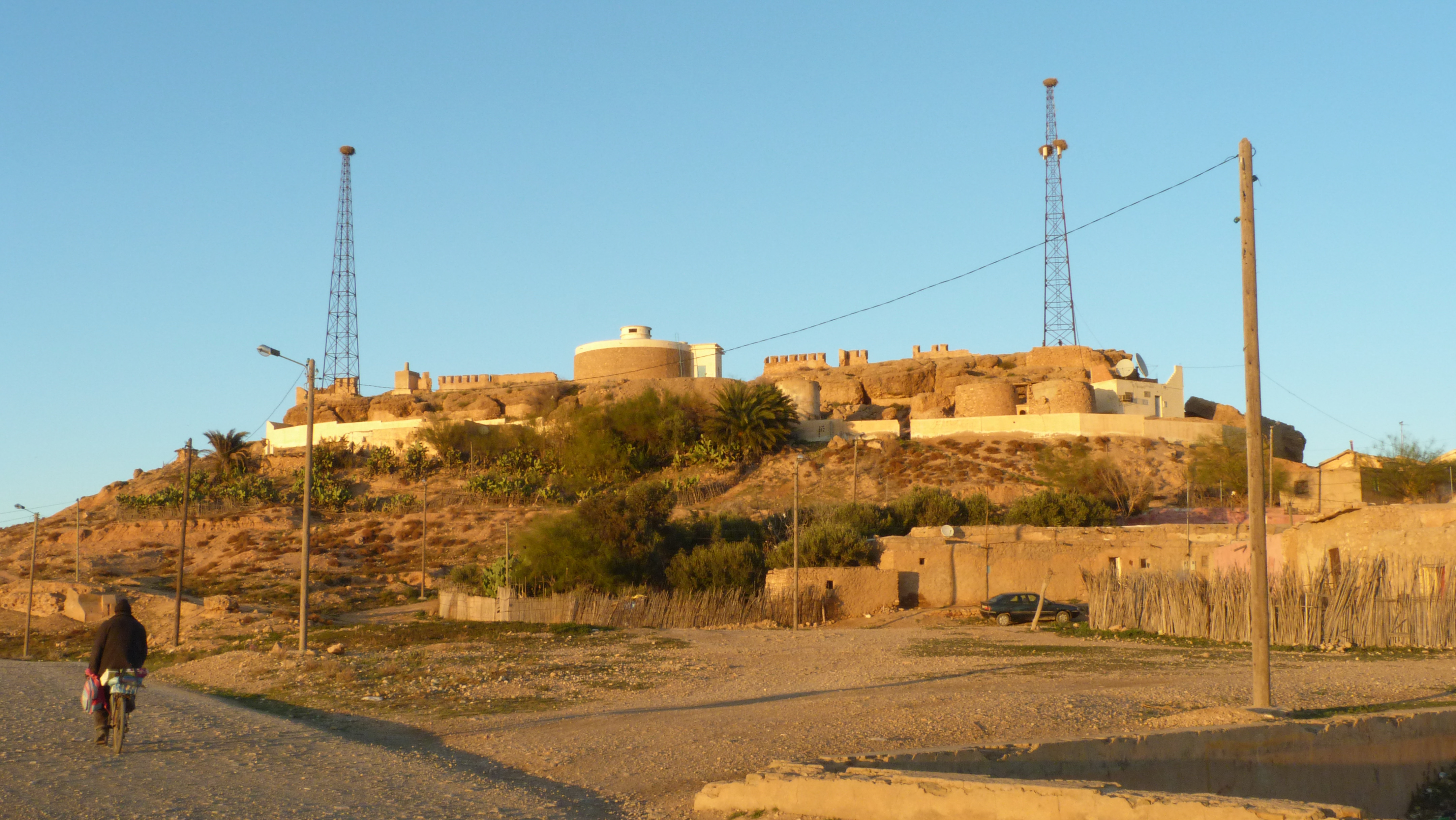
A kaszba
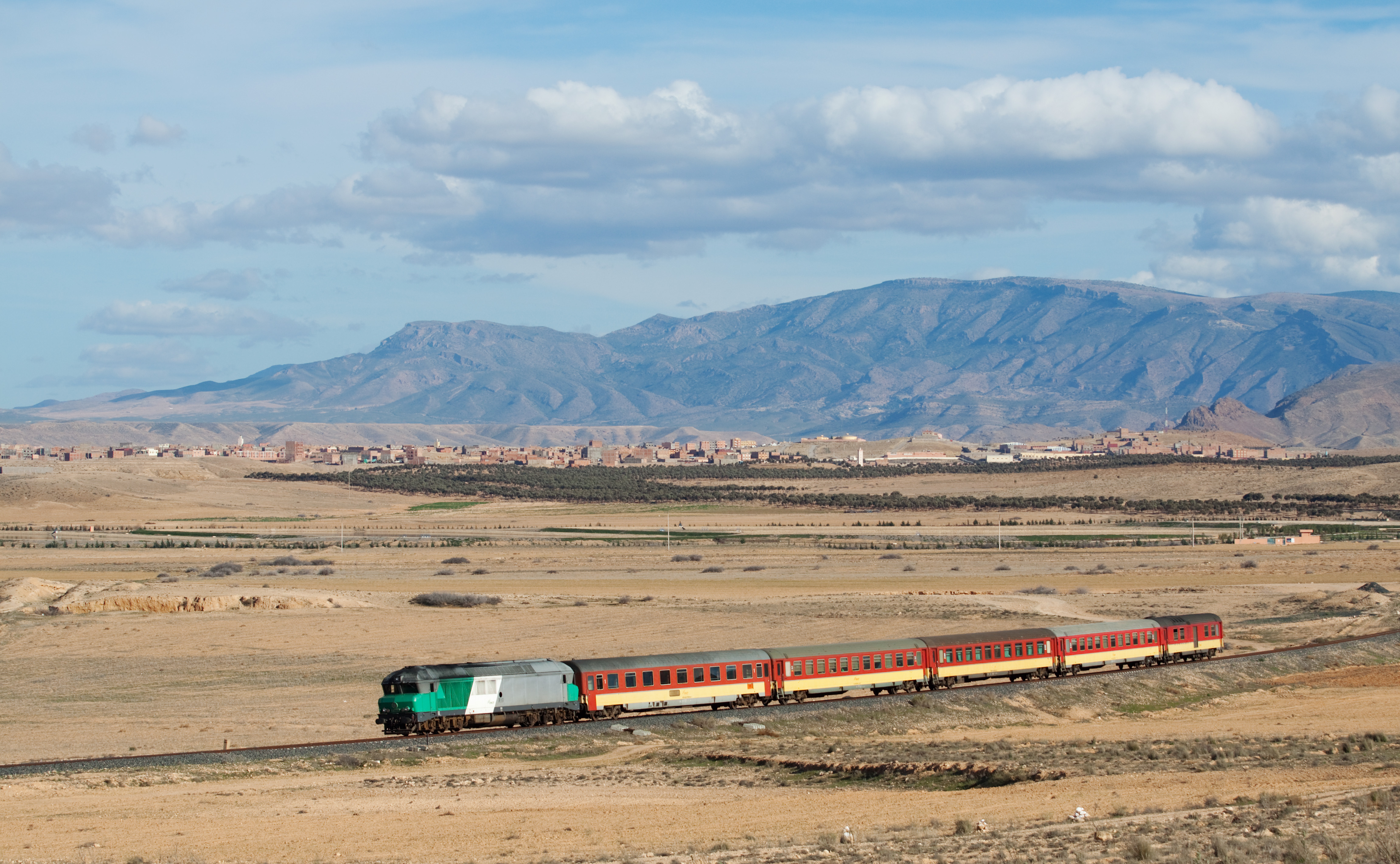
Vonat a közelében
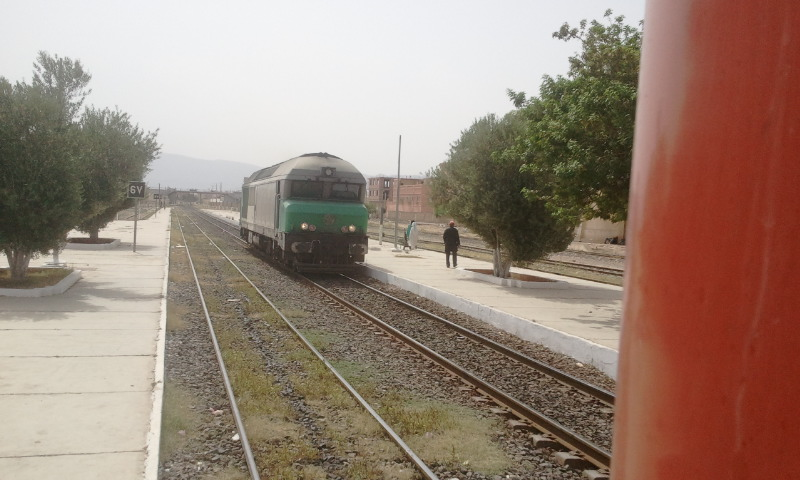
Vasútállomás
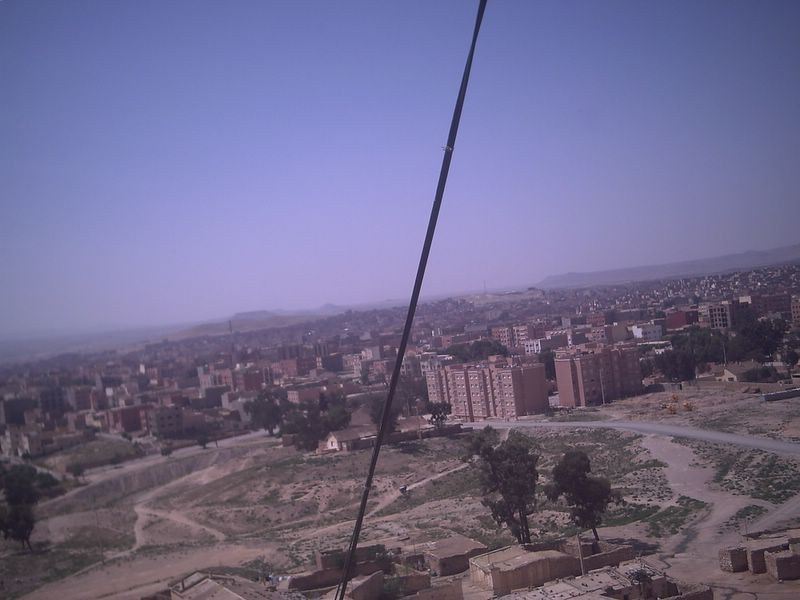
Légifotó a városról
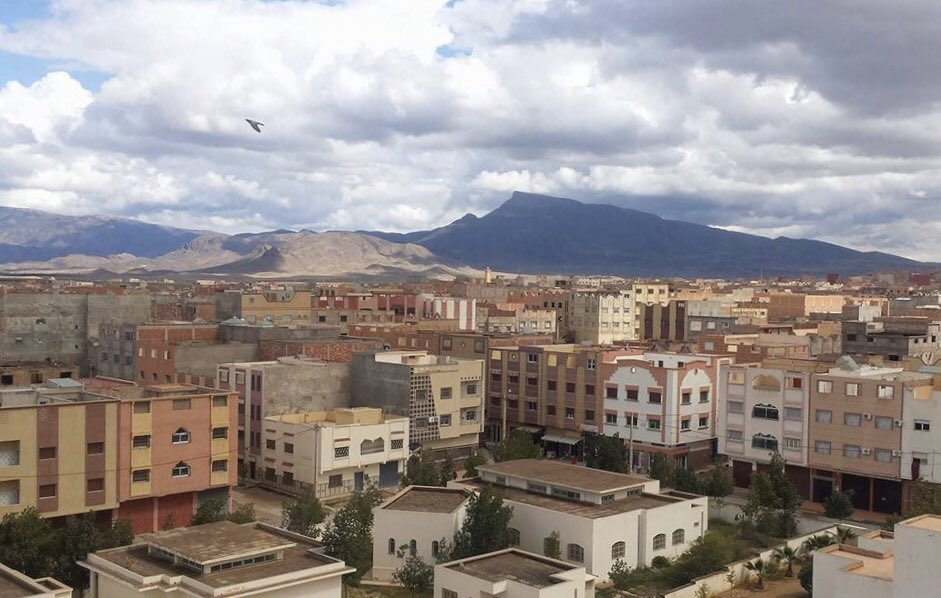
Városkép